# 比罗·奥蒂洛
比罗·奥蒂洛（匈牙利語：Bíró Attila，1966年5月9日—），匈牙利水球运动员、教练。他曾带领匈牙利参加2016年和2020年夏季奥林匹克运动会，其中队伍在2020年奥运会获得铜牌。